# 亞歷山大·貝爾和伊萊沙·格雷的電話爭議
亞歷山大·貝爾和伊萊沙·格雷的電話爭議是指自從1876年開始，美國發明家伊萊沙·格雷和亞歷山大·貝爾出現有關電話發明的爭論。實際上，當時已經出現數位主張自己發明電話的發明家，包括安東尼奧·穆齊、約翰·菲利普·雷斯等人。但是亞歷山大·貝爾和伊萊沙·格雷之間的爭論相對特殊，主要兩人是否是真正獨立地發明電話，以及貝爾是否竊取並接收格雷的發明。也因此，這次爭議還涉及到兩位發明人的律師、專利文件的提交、以及竊取技術指控等層面。